# جامعة عمر بونغو
جامعة عمر بونغو (بالفرنسية: Université Omar Bongo)‏ هي جامعة حكومية تأسست باسم جامعة الغابون الوطنية في عام 1970. أُعيد تسميتها تكريما للرئيس عمر بونغو في عام 1978. يقع مقرها في ليبرفيل، وكانت أول جامعة في البلاد. وهي أكبر جامعة في الغابون ويلتحق بها قرابة الثلاثين ألف طالب (2020).
تخضع الجامعة لإشراف وزارة التعليم العالي.

## التاريخ
كانت جامعة عمر بونغو مركزًا للمظاهرات وأعمال الشغب منذ أوائل العقد الأول من القرن الحادي والعشرين.
في عام 2010، كانت الجامعة في حالة تدهور متقدمة: فقد انتشرت المستنقعات والأعشاب الضارة في جميع أنحاء الحرم الجامعي حيث تسكن الزواحف، وغطت الديدان أرضيات المهاجع. في عام 2010، أطلق وزير التعليم سيرافين موندونغا [الإنجليزية] مشروع تجديد لكن بنك التنمية الأفريقي لم يدعم المبادرة أبدًا، مما ترك الجامعة في حالة متقدمة من التدهور. في عام 2020، كانت حالة الحرم الجامعي لا تزال متدهورة : المباني القديمة، وأجهزة الكمبيوتر القديمة، ولا توجد شبكة واي فاي. في فبراير 2020، استقال عميد الجامعة مارك لويس روبيفيا. في أغسطس 2020، أعلنت الجامعة عن بعض أعمال التجديد بهدف تلبيس الجدران الخارجية لمباني الحرم الجامعي، وهو العمل الذي أُنجز بالفعل في عام 2013. صُممت الجامعة لاستضافة 8000 طالب، لكن عدد الطلاب المسجلين فيها يتراوح بين 30000 إلى 40000 طالب، مما يسبب ضغطًا كبيرًا على البنية التحتية وجودة التعليم. تحتوي المكتبة على 200 مقعدًا فقط (2020). في عام 2019، هُدم مبنى كبير في الحرم الجامعي يسمى "المخبأ"، والذي كان من المفترض أن يكون مكانًا مارقًا. ومع ذلك، انتقل تجار المخدرات من "المخبأ" إلى مساكن الطلبة لمتابعة أعمالهم في الحرم الجامعي.
في مارس 2019، أعيد افتتاح كافتيريا الحرم الجامعي بعد عدة أشهر من التجديد وبتصميم مبتكر : يمكن شراء الوجبات نقدًا عبر الهاتف المحمول فقط. وفي يونيو 2019، تبرعت مؤسسة كالوست غولبنكيان [الإنجليزية] البرتغالية بـ 5000 كتاب للجامعة.
في أبريل 2021، في أعقاب جائحة فيروس كورونا في الغابون، أعلنت الجامعة أن التسجيلات للعام المقبل ستكون حصريًا عبر الإنترنت.

## روابط خارجية
- الموقع الرسمي
- Profile of Omar Bongo University bc.edu